# Denys Vasil'jev
Denys Oleksandrovyč Vasil'jev (in ucraino Денис Олександрович Васільєв?; Bachmač, 8 maggio 1987) è un ex calciatore ucraino, di ruolo difensore.

## Carriera

### Club
Ha giocato nella massima serie dei campionati ucraino, kazako, georgiano, bulgaro ed uzbeko.